# Самоубийства на Украине
Самоубийства на Украине являются довольно распространённой причиной преждевременной смерти и серьёзной социальной проблемой. По данным Всемирной организации здравоохранения на 2016 год, общая частота самоубийств на Украине составляла 22,4 случая на 100 тысяч населения, при этом среди мужчин 41,1 и среди женщин 6,3.
Особую тревогу вызывает суицидальная обстановка среди личного состава украинских вооружённых сил. В связи с вооружённым конфликтом на востоке Украины констатируется, что украинские военные склонны совершать самоубийства и перед отправкой в зону боевых действий, и во время несения службы, и после возвращения домой. По данным главного военного прокурора Украины, соотношение боевых и небоевых потерь украинской армии названо удручающим. Как следует из официальных цифр за 2016 год, украинские боевые потери составили 211 человек, а небоевые потери — 1 294 человека, из которых 259 человек совершили самоубийства, 148 погибли из-за несчастных случаев, 112 — в дорожно-транспортных происшествиях, 111 — из-за неосторожного обращения с оружием, 96 — из-за отравлений алкоголем (см. алкоголизм на Украине) и наркотиками (см. наркомания на Украине).

## Статистические данные
Эксперты ООН указывают, что частота самоубийств является важнейшим фактором социального благополучия и общественного здоровья, однако собранная статистика не заслуживает доверия, так как почти повсеместно многие самоубийства не называются своим настоящим именем и классифицируются как дорожно-транспортные происшествия или несчастные случаи. Специалисты ВОЗ полагают, что число зарегистрированных самоубийств является лишь видимой вершиной айсберга. Относительно реальных значений оно занижается примерно на 20 %, а иногда и на 100 % в некоторых регионах.
Динамика уровня самоубийств на Украине демонстрирует сильную изменчивость, однако за всё время существования этого государства можно выделить несколько исторических этапов, которые характерны для многих других стран постсоветского пространства:
1. Период стабильного снижения суицидальной смертности времён позднего Советского Союза и проводимой руководством страны антиалкогольной кампании. Он продлился с 1982 по 1986 годы, и за это время количество самоубийств снизилось с 25,06 до 18,47 на 100 тысяч человек населения. До 1991 года и окончательного распада СССР эта величина менялась незначительно. В этот период отмечается высокий уровень оптимизма и ожидания положительных изменений в обществе. Тогда же велась масштабная антиалкогольная кампания, которая предположительно оказала прямое влияние на спад самоубийств[4].
2. Период стремительного возрастания самоубийств среди украинского населения во время системного кризиса после развала Советского Союза с 1991 по 1996 годы, когда суицидальная смертность подскочила в 1,4 раза с 20,6 до 29,6 на 100 тысяч человек. В это время украинское государство сотрясали масштабные экономические, социальные и культурные перемены. Кроме этого, были отменены антиалкогольные ограничения, и дешёвый алкоголь стал доступен всему населению[6].
3. Период стабилизации смертности от самоубийств с 1996 по 2000 годы, для которого характерен стабильно высокий уровень в течение всех этих лет. На эти годы выпал тяжёлый экономический кризис 1998 года[7].
4. Период снижения смертности от самоубийств с 2000 по 2010 годы, когда Украина постепенно вышла из группы стран с высоким уровнем суицидов и переместилась в группу с их средним уровнем[7].

Сопоставление данных по суицидам на Украине с другими восточноевропейскими государствами позволяет сделать вывод, что самоубийства украинских граждан хорошо коррелируют с урбанизированностью, общей смертностью (см. смертность на Украине), распространённостью разводов, убийств и отравлений алкоголем. Сравнение Украины с Россией, Белоруссией и тремя прибалтийскими государствами показало, что общие тенденции очень похожи, но на Украине скачок самоубийств имел самое низкое среднее значение из всех шести государств. Корреляционный анализ позволил сделать вывод, что во всех странах, кроме Украины, существует статистически значимая положительная связь между уровнем суицидов и уровнем смертности от туберкулёза, при этом смертность от туберкулёза на Украине имеет самое высокое значение
В общем и целом в 2006 году уровень смертности трудоспособного населения на Украине был в три раза выше, чем в странах Европейского союза. Примерно половина смертей была потенциально предотвратимой, включая те, которые вызваны самоубийствами, употреблением низкокачественного алкоголя, сердечно-сосудистыми заболеваниями и туберкулёзом (см. туберкулёз на Украине). В 2009 году страна находилась на 13 месте в общемировом рейтинге по уровню суицидов.
| Уровень суицидов (на 100,000 населения), на Украине, 1981—2009 | Уровень суицидов (на 100,000 населения), на Украине, 1981—2009 | Уровень суицидов (на 100,000 населения), на Украине, 1981—2009 | Уровень суицидов (на 100,000 населения), на Украине, 1981—2009 | Уровень суицидов (на 100,000 населения), на Украине, 1981—2009 | Уровень суицидов (на 100,000 населения), на Украине, 1981—2009 | Уровень суицидов (на 100,000 населения), на Украине, 1981—2009 | Уровень суицидов (на 100,000 населения), на Украине, 1981—2009 |
| Пол                                                            | 1981                                                           | 1985                                                           | 1990                                                           | 1995                                                           | 2000                                                           | 2005                                                           | 2009                                                           |
| -------------------------------------------------------------- | -------------------------------------------------------------- | -------------------------------------------------------------- | -------------------------------------------------------------- | -------------------------------------------------------------- | -------------------------------------------------------------- | -------------------------------------------------------------- | -------------------------------------------------------------- |
| Мужчины                                                        | 40,8                                                           | 37,7                                                           | 34,6                                                           | 50,2                                                           | 52,1                                                           | 40,9                                                           | 37,8                                                           |
| Женщины                                                        | 9,3                                                            | 9,1                                                            | 8,7                                                            | 9,6                                                            | 10,0                                                           | 7,0                                                            | 7,0                                                            |
| Всего                                                          | 23,7                                                           | 22,3                                                           | 20,7                                                           | 28,4                                                           | 29,6                                                           | 22,6                                                           | 21,2                                                           |
| Источник: ВОЗ                                                  |                                                                |                                                                |                                                                |                                                                |                                                                |                                                                |                                                                |

| Половозрастная статистика суицидов. Украина, 2009 | Половозрастная статистика суицидов. Украина, 2009 | Половозрастная статистика суицидов. Украина, 2009 | Половозрастная статистика суицидов. Украина, 2009 | Половозрастная статистика суицидов. Украина, 2009 | Половозрастная статистика суицидов. Украина, 2009 | Половозрастная статистика суицидов. Украина, 2009 | Половозрастная статистика суицидов. Украина, 2009 | Половозрастная статистика суицидов. Украина, 2009 | Половозрастная статистика суицидов. Украина, 2009 |
| ------------------------------------------------- | ------------------------------------------------- | ------------------------------------------------- | ------------------------------------------------- | ------------------------------------------------- | ------------------------------------------------- | ------------------------------------------------- | ------------------------------------------------- | ------------------------------------------------- | ------------------------------------------------- |
| Возраст (лет)                                     | 5—14                                              | 15—24                                             | 25—34                                             | 35—44                                             | 45—54                                             | 55—64                                             | 65—74                                             | 75+                                               | Всего                                             |
| Мужчины                                           | 34                                                | 906                                               | 1504                                              | 1423                                              | 1710                                              | 1020                                              | 862                                               | 532                                               | 7992                                              |
| Женщины                                           | 19                                                | 148                                               | 186                                               | 216                                               | 286                                               | 243                                               | 313                                               | 313                                               | 1724                                              |
| Всего                                             | 53                                                | 1054                                              | 1690                                              | 1639                                              | 1996                                              | 1263                                              | 1175                                              | 845                                               | 9716                                              |
| Источник: ВОЗ                                     |                                                   |                                                   |                                                   |                                                   |                                                   |                                                   |                                                   |                                                   |                                                   |

## Самоубийства в украинской армии
На исключительно высокий уровень самоубийств в украинских вооружённых силах обращалось внимание ещё в британской монографии «Политика и общество на Украине» (англ. Politics and Society in Ukraine), которая была издана в 1999 году. В ней констатируется, что не менее половины самоубийств по стране совершалось солдатами и офицерами и это может послужить индикатором жестокого кризиса и полной деградации морально-психологического климата вооружённых сил. Как заключают авторы этой книги, Украина после распада СССР унаследовала армию, которую она была просто не в состоянии содержать и обеспечивать.
В украинских вооружённых силах на самоубийства приходилось от 18 до 50 % всех летальных исходов. Причины этого заключаются в трудностях адаптации новобранцев к суровым армейским условиям жизни и избыточный стресс. Когда было установлено, что самоубийства в военной среде являются основной причиной гибели военнослужащих, начались попытки купировать эту проблему. Было обнаружено, что командный состав, офицеры-инструкторы, медперсонал и штатные психологи украинских вооружённых сил не способны определять признаки суицидального поведения личного состава. Проведённая проверка их знаний по этой теме показала, что они могут ответить только на 50% вопросов о самоубийствах. Для повышения их уровня образованности были выделены средства на организацию специальных семинаров и тренингов. 
Исследование парасуицидов, проведённое несколькими организациями под контролем ВОЗ, выявило следующее:
- Средний возраст самоубийц 19,9 лет.
- 65 % попыток потребовали последующей госпитализации.
- Часто используемые методы включали:
  - Повешение (54.5 %)
  - Нанесение резаных ран (27.3 %)
  - Прыжки с высотных сооружений (9.1 %)
  - Передозировка барбитуратов или других седативных лекарств (9.1 %).

## Превентивные меры
Украинское правительство запустило несколько программ по борьбе против суицидов, но они не очень эффективны. В 2010 году в Верховной раде Украины был инициирован законопроект «О концепции государственной политики предотвращения злоупотреблений алкоголем», авторы которого мотивировали его тем, что в нетрезвом состоянии пребывали не менее половины украинских убийц на момент совершения преступления и около 40 % самоубийц.